# モンテ・ローザ (小惑星)
モンテ・ローザ (947 Monterosa) は、小惑星帯の小惑星。ドイツの天文学者アルノルト・シュヴァスマンがドイツのベルゲドルフで発見した。
イタリア・スイス国境にあるアルプス山脈のモンテ・ローザ（海抜4,634 m）に因んで命名された。